# Super Cosplay War Ultra
Super Cosplay War Ultra, o llamado simplemente SCWU, es un juego de lucha lanzado por  Team FK  en el 2004 para PC.

## El Juego
Agregando al género batalla normal SCWU luchando utiliza otros medios, tales como Battle Royale, Equipo vs Equipo e innova con un sistema complejo donde el jugador puede cambiar el estilo de lucha a otro estilo antes de comenzar cada partido, se llamado EX Mode.
En SCWU hay dos barras en la interfaz. Las barras son, la primera barra de vida y la segunda barra de super, el primero indica la salud del segundo carácter y la capacidad potencial de producir un "Super Combos. El Super Combo se consume y la barra se pueden llenar hasta tres veces. Cada Super Combo tiene un nivel definido para llevar a cabo el golpe de Estado, y cada uno determina el número de barras que se requieren. 
Jugabilidad con cuatro botones básicos: golpe, patada, agarre, y ataque aéreo. El botón de ataque aéreo reproduce un movimiento que la anulación del adversario y no puede ser bloqueada por los ataques aéreos y cuando te golpea, golpea al oponente. 
SCWU también ofrece "combos" donde el jugador puede realizar pulsando el golpe o patada , o incluso una mezcla de las dos secuencias de 3. Los combos suelen hacer que la ropa del personaje cambie (cosplay) varias veces durante una secuencia, produciendo un potente ataque más al final - mantener el golpe final suele ser mucho más difícil de lograr pero no imposible.  Estos cambios de vestuario que van desde uniformes de cosplay (como guardias de tráfico de colegiales de secundaria), y siempre disfraces de personajes de anime. 
Los comandos son siempre muy fácil en comparación con la serie Street Fighter, gracias a la secuencia de botones simples. Hacer un movimiento y presionando patada o golpe hará que tu personaje realiza un super combo.

## Personajes jugables
| Nombre del personaje | Tema cosplay                                                           | Nombre del tiempo | Golpe especial    |
| -------------------- | ---------------------------------------------------------------------- | ----------------- | ----------------- |
| Ryuko                | Getter Robot                                                           | Getter            | ...               |
| Zoma                 | Shin Getter Robot                                                      | Getter            | ...               |
| Kiki                 | Magical Doremi                                                         | Kids              | ...               |
| Chung                | Naruto                                                                 | Kids              | ...               |
| Amiro                | Gundam (Amuro UL que había volado)                                     | Gundam            | ...               |
| Anmc P               | Gundam (Personajes Secundários' / Earth's Federation's MSs + Original) | Gundam            | ...               |
| Giant                | Mazinger Z + Giante de Doraemon                                        | Iron Fist         | ...               |
| G Suneo              | GaoGaiGar + Suneo(?) de Doraemon                                       | Iron Fist         | ...               |
| Yo                   | Biohazard (Resident Evil)1-3                                           | Die               | ...               |
| Sin                  | Freddie + Jason + Hokuto no ken                                        | Die               | ...               |
| Lizard               | Neon Genesis Evangelion (Eva side)                                     | Evangelion        | ...               |
| Kay                  | Neon Genesis Evangelion (Angels side)                                  | Evangelion        | ...               |
| Dido                 | Virtual On                                                             | Sega              | ...               |
| Sakuya               | Sakura Taisen                                                          | Sega              | ...               |
| Alex                 | Power Rangers                                                          | Beast             | ...               |
| Sou                  | Dancougar                                                              | Beast             | ...               |
| Hiso                 | Hunter X Hunter (Heavens Arena Side)                                   | HunterXHunter     | ...               |
| Erus                 | Hunter X Hunter (Protagonistas)                                        | HunterXHunter     | ...               |
| OS Feng              | Shaman King                                                            | Jump              | ...               |
| Sean                 | Hoshin Engi                                                            | Jump              | ...               |
| Gon                  | Digimon                                                                | Digital           | ...               |
| Kate                 | .Hack                                                                  | Digital           | ...               |
| Remu                 | Machine Robo: Battle Hackers                                           | Fighting Robot    | ...               |
| Rear                 | Gear Fighter Dendoh                                                    | Fighting Robot    | ...               |
| Gigi                 | Shocker Staff C de Kamen Rider                                         | Seed              | ...               |
| SWW                  | Saint Seiya                                                            | Seed              | ...               |
| Ogi                  | Gundam W (OZ MS)                                                       | Gundam W          | ...               |
| Ziro                 | Gundam W Endless Waltz                                                 | Gundam W          | Twin Buster Rifle |
| Yinan                | Full Metal Panic                                                       | Tights            | ...               |
| Aya                  | Final Fantasy                                                          | Tights            | ...               |
| Zenka                | Robots piloted por Zengar Zonbolt                                      | Z                 | ...               |
| Z-Mega               | Rugal de KOF 2002                                                      | Z                 | ...               |
| Shin-Z               | Rugal de KOF 98                                                        | Z                 | ...               |
| Alpha                | 4 Super máquinas divinas de la serie SRW OG                            | Boss              | ...               |

## Historia de SCWU
Todo ocurrió en la ciudad ficticia llamada Ciudad de FK. Después de un incidente con una misteriosa explosión que ocurrió. Hubo una fuga de productos químicos, muchos civiles fueron reportados como enfermos, pero todo terminó bien y mantenerse saludable, el incidente fue olvidado y descuidado. 
Si bien los acontecimientos no terminaron, un grupo de personas con superpoderes apareció. Ellos fueron capaces de transformarse en diferentes personajes de anime diferentes series de juegos, y fueron capaces de usar el poder de sus personajes. La gente los llamó Super Cosplayers (o simplemente conocido como SC). Como el número de SC siguió creciendo, algunos de ellos formaron una organización llamada contra el gobierno "BR". La BR comenzó a causar problemas en la Ciudad de FK, mientras que el ejército del gobierno no pudo reprimir este poder aplastante con los aparatos tradicionales. 
Afortunadamente, había un grupo de SC que estaban en el lado del gobierno (que son los personajes jugables). Ellos hicieron un tiempo y ayudó a derrotar a la BR, por lo que poner fin al caos y se recuperó el orden. 
Después del incidente, el gobierno de la Ciudad de FK encontrado que el poder de la Comisión Especial era demasiado peligroso, a continuación, las leyes fueron escritas para restringir el uso de las facultades de la SC en lugares públicos. Sin embargo, las cosas no iban bien. En menos de un año después, la SC ha empezado a sentirse deprimido e insatisfecho tras las opresoras leyes. Pero justo antes de algunos de SC comenzó a ser hostil de nuevo ", de Z Corp. Apareció e invitó a todos los SC de la competencia, dejando el uso del SC es su poder como ellos querían en esta competición. 
Las verdades ocultas: (Detrás de las escenas de la historia principal) Una misteriosa explosión que ocurre en el comienzo de la historia, fue realmente un fracaso de un experimento alternativo en "materialización de física."  Z-Mega (más tarde conocido como Shin-Z) quería crear una nueva generación de soldados capaces de dominar el mundo.  Alfa (originalmente llamado Warren) experimento fue el número # 1, que se ha marcado como "no" después de que el hecho de que Alpha fue incapaz de controlar su poder. Zenka, la única hija de Z-Mega fue el segundo juicio, que tuvo un resultado positivo. 
Sin embargo, Alfa entró en un frenesí antes de que fuera envenenado en realidad. Esto causó la explosión "misteriosa que destruyó toda la planta y escapó así.  El resto de los productos químicos se filtró y dio el poder de la SC para los ciudadanos de la Ciudad de FK. 
Pero Z-Mega había construido su propio ejército escapar Alfa antes de la explosión no pudo detener los planes de invadir el mundo de la Z-Mega. Organizó el BR y los llamó a la guerra contra el mundo. Pero no esperaba que los ciudadanos comunes también había poderes Carolina del Sur, y fue derrotado antes de que asumiera la ciudad. 
Después de la derrota, Z-Mega continuó sin renunciar a sus planes. Reapareció en el nombre de "Z Corporation."  y llamó a todos los SCWU primer concurso. La competencia parecía un alivio para el SC oprimidos, pero en realidad quería contratar a Z-Mega (lavado de cerebro) de la SC es el mejor para ayudarle en sus malvados planes y encontrar Alfa también.

## Secretos
Modo de batalha EX
Cada personaje comienza cada batalla con un estilo estándar de los combates.  Para cambiar su estilo de lucha en el modo EX, presione y mantenga presionado abajo hasta que comience el combate. 
En medio de la batalla, puede presionar dos veces abajo y usar golpe especial hacia arriba, para cambiar de estilo en el modo EX, gastando la mitad de una barra normal de poder. 
Cuando su adversario ataca en el momento en que se defiende el personaje, puede presionar dos veces abajo y presionar golpe especial hacia arriba para romper el combo de adversario, gastando la mitad de una barra normal (no se puede realizar mientras el personaje este en el aire). 
Cuando un combo que realiza un personaje puede añadir un super ataque, requiere de una barra y media de energía. 
Z–mega tiene un ataque en la forma Shin Z. Usando la misma técnica de cambio a EX, este se transforma en Shin Z y barra ilimitada de poder, y su tripe patada añadiéndole daño al adversario al momento de su caída. En esta forma, al personaje le resta vida como un combo normal por segundo.

### Sitios Oficiales general
- Sitio oficial de SCWU en Japonés
- Sitio oficial de SCWU en Chino

### Fansite / sitios de base de datos
- SCWU Comunidad Fan Internacional
- SCWU Manual en línea

- Datos: Q3283297